# Гайнский район
Га́йнский район — административный район в Коми-Пермяцком округе Пермского края России. На территории района образован Гайнский муниципальный округ. Административный центр — посёлок Гайны. Площадь — 14 928,4 км². Население — ↘11 876 чел. (2023). Национальный состав (2010): русские — 62,6 %, коми-пермяки — 29,3 %, татары — 3,1 %.

## География
Расположен в северо-западной части Пермского края и является самым северным районом Коми-Пермяцкого округа. Гайнский район занимает площадь 14 928,4 км², что делает его наибольшим по площади в Коми-Пермяцком округе и занимает 46 % его территории.
Граничит на юге с Косинским и Кочёвским районами Коми-Пермяцкого округа (муниципальными округами), на востоке — с Чердынским районом (городским округом) Пермского края, на западе проходит граница с Кировской областью, на севере и северо-западе — с Республикой Коми.
Территория района в правовом отношении приравнена к районам Крайнего Севера.
На северо-западе района расположены посёлки Бадья, Пелес и Чернореченский, административно относящиеся к Верхнекамскому району Кировской области.

### Природа
Расположен на восточной окраине Русской платформы. Коренные породы перекрыты четвертичными отложениями главным образом ледникового происхождения. На севере в пределы Гайнского района заходит восточная окраина слабохолмистых Северных Увалов с абсолютными высотами до 271 м. На юго-западе в район проникает северо-восточная оконечность Верхнекамской возвышенности. В центральной части — обширная Весляно-Прикамская низменность с высотами до 175 м, переходящая на востоке в Приуральскую депрессию. Поверхность Гайнского района в основном сложена моренными суглинками. Река Кама с притоком р. Весляной и притоком последней — Чёрной образуют основу гидрографической сети района. Среднегодовой сток Камы — до 236, Весляны — до 68 м³/сек. Другие крупные притоки р. Камы — реки Лупья, Леман, значителен Тимшор — приток Южной Кельтмы. Много озёр преимущественно пойменных — стариц; среди моренно-ледниковых выделяется озеро Адово площадью 3,6 км²на юго-западе района. Общая выравненность и слабый дренаж в условиях низкой испаряемости обусловили сильную заболоченность территории (6 %). Крупнейшее Большое Камское болото на востоке района имеет запасы торфа 320 млн т — 2/3 ресурсов округа.
Почвы — подзолистые и сильно-подзолистые (на севере подзоны), песчаные и торфяно-болотные, местами торфяно-подзолисто-глеевые, на юге небольшие площади дерново-подзолистых и дерново-карбонатных почв. Они требуют обильного внесения органических удобрений, известкования.
Климат умеренно континентальный. Зима продолжительна и морозна; снег держится около 190 дней. Средняя температура января в Гайнах −16,7°С при абсолютном минимуме −50°С, июля +17,3°С при абсолютном максимуме +35°С (зарегистрирован в июне). Среднегодовая температура 0,4°С. Характерны поздние весенние и ранние осенние заморозки. Тёплый период с температурой выше 0°С составляет 179—187 дней. Продолжительность безморозного периода составляет 90—100 дней. Весна и осень продолжительные. Осадков выпадает 500—550 мм. Растительность типична для зоны средней тайги, которая занимает более 95 % территории. Около половины лесного фонда представлено сосняками, господствующими в северной части района. На юге преобладают ельники. Значительные площади заняты вырубками и гарями, занятыми мелколиственными породами. Для животного мира характерны лось, медведь, рысь, куница, белка, рябчик, глухарь, тетерев, чёрный дятел, свиристель. В реках водятся плотва, налим, щука, окунь, язь, лещ, карась, пескарь, уклейка.
Полезные ископаемые представлены песчано-гравийными смесями, глинами, торфом, подземными минеральными водами, но главным природным богатством и практически единственным из числа используемых является лес.
Памятники природы: 5 ботанических (преимущественно сосновые боры различного типа), 1 ландшафтный (болотно-озёрный в пойме Камы), 2 зоологических (озёра Адово и Нахты, гнездовья лебедя).

## История
Коренное население Гайнского района — коми-пермяки, которые в 1472 году вошли в состав Московского государства, образовав сословие государственных крестьян. С XV века русские проникают на Урал с Вычегды по Весляне, Верхней Каме через существовавшие тогда Гайны. В 1597 году от Койгородка (в современной Республике Коми) через Юксеево, Косу на Соликамск южнее Гайн прокладывается почтовый Московско—Сибирский тракт.
Гайнский район образован в 1926 году. В 1947 году в Гайнском районе было 9 сельсоветов: Аннинский, Берёзовский, Гайнский, Даниловский, Иванчинский, Мысовский, Плесинский, Пятигорский и Чажеговский. В 1981 году район включал 1 поссовет (Гайнский) и 11 сельсоветов: Васькинский, Верхнестарицкий, Даниловский, Иванчинский, Кебратский, Керосский, Плесинский, Серебрянский, Усть-Черновский, Харинский и Шумянский.

## Население
| 1939    | 1959    | 1970    | 1979    | 1989    | 2000    | 2002    | 2005    | 2006    |
| ------- | ------- | ------- | ------- | ------- | ------- | ------- | ------- | ------- |
| 14 654  | ↗33 517 | ↘29 139 | ↘23 179 | ↘21 477 | ↘18 898 | ↘17 351 | ↘16 802 | ↘16 500 |
| 2007    | 2008    | 2009    | 2010    | 2011    | 2012    | 2013    | 2014    | 2015    |
| ↘16 300 | ↘16 106 | ↘15 934 | ↘13 802 | ↘13 779 | ↘13 290 | ↘12 916 | ↘12 568 | ↘12 376 |
| 2016    | 2017    | 2018    | 2019    | 2020    | 2021    | 2023    |         |         |
| ↘12 281 | ↘12 149 | ↘11 978 | ↘11 783 | ↘11 709 | ↗12 181 | ↘11 876 |         |         |

Население на 36 % состоит из коми-пермяков, русские составляют 53 %, остальные белорусы, украинцы, татары; 77 % населения — сельское. Средняя плотность — 1,5 чел./км². Население тяготеет к Каме, Весляне, Чёрной. На севере вдоль границы с Республикой Коми район практически незаселён. Структура населения (%): дети — 39, лица трудоспособного возраста — 53, лица пожилого — 8. Доля пожилых в Гайнском районе в 1,5-2 раза ниже, чем в других районах округа. В 1994 г. родилось — 267 чел., умерло — 357. Естественный прирост отрицательный — 90. Число зарегистрированных браков — 81, число разводов — 29. Рождаемость — 12,8 чел. на 1000 жителей, смертность — 17,2. Естественный прирост — — 4,3. В народном хозяйстве занято 4,8 тыс. чел. или 50 % всего населения, в том числе (%): в промышленности — 63, сельском хозяйстве — 5, строительстве — 5, транспорте — 1, отраслях инфраструктуры — 26, металлообработке — 3 %, в пищевой и лёгкой отраслях — по 1 %.
| Национальности | 1926    | 1926  | 2010    | 2010  |
| Национальности | человек | %     | человек | %     |
| -------------- | ------- | ----- | ------- | ----- |
| Всего          | 11 227  |       | 13 802  |       |
| русские        | 6953    | 61,93 | 8645    | 62,64 |
| коми-пермяки   | 4257    | 37,91 | 4044    | 29,30 |
| татары         |         |       | 427     | 3,09  |
| белорусы       |         |       | 175     | 1,27  |
| украинцы       |         |       | 131     | 0,95  |
| коми-зыряне    | 14      | 0,12  | 17      | 0,12  |
| прочие         | 3       | 0,02  | 187     | 1,36  |
| не указали     |         |       | 84      | 0,61  |

## Муниципальное устройство
В рамках организации местного самоуправления на территории района функционирует Гайнский муниципальный округ (с 2004 до 2019 гг. — Гайнский муниципальный район).
С 2004 до 2019 гг. в состав существовавшего в этот период муниципального района входили 7 сельских поселений:
| № | Наименование                       | Административный центр  | Количество населённых пунктов | Население (чел.) |
| - | ---------------------------------- | ----------------------- | ----------------------------- | ---------------- |
| 1 | Верхнестарицкое сельское поселение | посёлок Верхняя Старица | 4                             | ↘1205            |
| 2 | Гайнское сельское поселение        | посёлок Гайны           | 17                            | ↘5208            |
| 3 | Иванчинское сельское поселение     | деревня Иванчино        | 6                             | ↘1206            |
| 4 | Кебратское сельское поселение      | посёлок Кебраты         | 4                             | ↘1124            |
| 5 | Сёйвинское сельское поселение      | посёлок Сёйва           | 4                             | ↗742             |
| 6 | Серебрянское сельское поселение    | посёлок Серебрянка      | 2                             | ↗920             |
| 7 | Усть-Черновское сельское поселение | посёлок Усть-Чёрная     | 2                             | ↘1378            |

В 2019 году Гайнский муниципальный район и все входившие в него сельские поселения были упразднены и объединены в новое муниципальное образование — Гайнский муниципальный округ.

## Населённые пункты
В Гайнский район входят 38 населённых пунктов (все — сельские).
| №  | Населённый пункт | Тип     | Население | Бывшее сельское поселение |
| -- | ---------------- | ------- | --------- | ------------------------- |
| 1  | Анкудиново       | деревня | 4         | Гайнское                  |
| 2  | Базуево          | деревня | 26        | Гайнское                  |
| 3  | Васькино         | деревня | ↘26       | Гайнское                  |
| 4  | Верхний Будым    | посёлок | 257       | Кебратское                |
| 5  | Верхняя Старица  | посёлок | 822       | Верхнестарицкое           |
| 6  | Гайны            | посёлок | ↘3869     | Гайнское                  |
| 7  | Данилово         | деревня | 222       | Гайнское                  |
| 8  | Елево            | деревня | 51        | Гайнское                  |
| 9  | Жемчужный        | посёлок | 240       | Кебратское                |
| 10 | Иванчино         | деревня | 306       | Иванчинское               |
| 11 | Имасы            | деревня | 143       | Иванчинское               |
| 12 | Исаево           | деревня | 7         | Гайнское                  |
| 13 | Касимовка        | посёлок | 428       | Верхнестарицкое           |
| 14 | Кебраты          | посёлок | 858       | Кебратское                |
| 15 | Керос            | посёлок | 568       | Усть-Черновское           |
| 16 | Краснояры        | деревня | 4         | Иванчинское               |
| 17 | Красный Яр       | посёлок | 158       | Иванчинское               |
| 18 | Лель             | посёлок | 163       | Верхнестарицкое           |
| 19 | Луным            | посёлок | 151       | Верхнестарицкое           |
| 20 | Модоробо         | деревня | 6         | Гайнское                  |
| 21 | Монастырь        | деревня | 3         | Сёйвинское                |
| 22 | Никоново         | деревня | 10        | Иванчинское               |
| 23 | Оныл             | посёлок | 417       | Серебрянское              |
| 24 | Пугвин Мыс       | посёлок | 64        | Сёйвинское                |
| 25 | Сёйва            | посёлок | 677       | Сёйвинское                |
| 26 | Сергеевский      | посёлок | 810       | Иванчинское               |
| 27 | Серебрянка       | посёлок | ↘631      | Серебрянское              |
| 28 | Сосновая         | посёлок | 209       | Гайнское                  |
| 29 | Тиуново          | деревня | 22        | Гайнское                  |
| 30 | Тыла             | деревня | 11        | Гайнское                  |
| 31 | Усть-Весляна     | посёлок | 183       | Гайнское                  |
| 32 | Усть-Чёрная      | посёлок | ↘1022     | Усть-Черновское           |
| 33 | Усть-Чукурья     | деревня | 4         | Гайнское                  |
| 34 | Харино           | посёлок | 823       | Гайнское                  |
| 35 | Чажегово         | деревня | 63        | Гайнское                  |
| 36 | Чуртан           | посёлок | ↘120      | Сёйвинское                |
| 37 | Шордын           | посёлок | 97        | Кебратское                |
| 38 | Шумино           | деревня | 0         | Гайнское                  |

По состоянию на 1 января 1981 года на территории Гайнского района находилось всего 57 населённых пунктов, в том числе 1 рабочий посёлок Гайны и 56 сельских населённых пунктов. В 1998 году Гайны преобразованы в сельский населённый пункт (посёлок).

### Упразднённые населённые пункты
Пономарёвка, Булатовка, Бурдаково, Дозовка, Пожег, Лесной, Мый, Пый, Кулига, Пальник, Плёсо, Н-Будым, Мэдгорт, Ендоыб, Тимшер, Круглое, Рябиновка, Агафоново, Гарь, Керосинное, Лысьва, Камский, Ломовка, Дедовка, Смагино, Чемкосаино, Липовый Мыс, д. Гора, д. Косасотчем, д. Пурга, п. Ельдор.
В 1999 году упразднены как фактически прекратившие существование и исключены из учётных данных: деревня Наумово Харинского сельсовета; посёлок Зюлёво Шуминского сельсовета; посёлок Сосновка, деревня Логиново Плесинского сельсовета; посёлки Ивановка, Берёзовка, деревни Бадья, Давыдово Серебрянского сельсовета; посёлок Пельмин Бор Усть - Черновского сельсовета.
В 2008 году упразднены как фактически прекратившие существование и исключены из учётных данных деревни Агафоново и Чуршино Гайнского сельского поселения, а также деревня Плесо Сёйвинского сельского поселения.
В 2023 году упразднена деревня	Шипицыно.

## Экономика
В 1995 году вывезено 0,5 млн м³ древесины (47 % в округе), которая в виде круглых сортиментов (пиловочник, стройлес, рудничная стойка, балансы и др.) сплавляется по Каме за пределы округа. Переработка древесины практически отсутствует. В районе действуют 7 леспромхозов, 2 лесхоза, Верхне-Камская сплавная контора, в Гайнах ремонтно-механический, молочный и кирпичный заводы, быткомбинат.
Сельскохозяйственные угодья занимают 14,8 тыс. га, или менее 1 % территории района, из них пашня — 6,0 тыс. га или 0,4 %. Посевные площади заняты (%): зерновые — 51, картофель — 2, кормовые — 47. Общественное стадо представлено (голов): крупный рогатый скот — 268, в том числе коровы — 170.
Средняя урожайность в 1990-е годы (ц/га): зерновые — 4-6, картофель — 30-40, овощи — 20-30. Большая часть продукции сельского хозяйства производится в частном секторе (89 % в личных подсобных хозяйствах, 7 % в крестьянских хозяйствах). В 1993—1995 гг. произошло существенное сокращение объёмов производства сельскохозяйственной продукции.

## Транспорт
Длина водных путей составляет 140 км. За короткое весеннее половодье в Гайнский район речным транспортом поступают различные грузы для жизнеобеспечения населения и хозяйства. Пристани находятся в Гайнах, Харино, Пятигорах и др. Автодорожная сеть представлена слабо: её плотность всего 0,6 км с твёрдым покрытием на 100 км² территории (на юге округа до 7 км). Через Гайны и район проходит автомобильная дорога Сыктывкар-Кудымкар (163 км от Кудымкара). Автостанция в Гайнах находится на ул. Ленина. Существует автобусный маршрут Кудымкар — Гайны, Пермь — Гайны, Пермь — Усть-Чёрная, а также маршруты по Гайнскому району.
Железная дорога имеется только на самом крайнем западе (Гайно-Кайская железная дорога, относится к ФГУИН  (недоступная ссылка)). Ранее дорога проходила из п. Лесной Верхнекамского района Кировской области через посёлки Пелес и Чернореченский, станция Чёрная (территориально посёлки расположены в Гайнском районе, однако относятся к Верхнекамскому району) до п. Крутоборка Усть-Куломского района Республики Коми, к 2008 году участок от Чернореченского до Крутоборки был разобран .
Электроэнергия поступает из Перми по ЛЭП-110, перераспределяется в основные посёлки по сети ЛЭП-35. В Гайнах функционируют СПТУ лесной промышленности, музей, средняя школа, районная больница. Гайны (4,7 тыс. жителей) на 5 км протянулись вдоль правого берега Камы.

## СМИ
Выпускается районная газета «Наше время» .